# Хитра (остров)
Хитра (на норвежки: Hitra) е остров в Норвежко море, край западното крайбрежие на Скандинавския полуостров, част от територията на Норвегия – фюлке (област) Сьор-Трьонелаг. Площта му е 572 km².
Остров Хитра затваря от север входа на дългия и тесен Тронхаймсфиорд, на запад протокът Ромсьофиорд го отделя от остров Смьола, а на север протокът Фрьойфиорд – от остров Фрьоя. Дължината му от запад на изток е 44 km, а ширината – до 20 km. Бреговете му са предимно скалисти, силно разчленени, особено на запад, север и североизток от дълбоко врязани в сушата малки фиорди. Релефът е основно равнинен, а на югозапад хълмист с максимална височина връх Мьоркдалстува (345 m). Изграден е главно от диорити. Климатът е умерен, морски. Големи участъци са заети от редки брезови гори, мочурища, торфища и блата. Населението е разпръснато в няколко малки рибарски селища и се занимава предимно с морски риболов (селда, нреска).